# Exetastes peronatus
Exetastes peronatus är en stekelart som beskrevs av Cameron 1906. Exetastes peronatus ingår i släktet Exetastes och familjen brokparasitsteklar. Inga underarter finns listade i Catalogue of Life.